# یواس‌اس وویجر (پیشتازان فضا)
یواس‌اس وویجر (انگلیسی: USS Voyager) یا (NCC-74656) یک فضاپیمای خیالی از مجموعه تلویزیونی علمی-تخیلی پیشتازان فضا: وویجر است. این سفینه متعلق به ناوگان فضایی فدراسیون متحد سیارات است و به کاپیتانی کاترین جین‌وی فرماندهی می‌شود.
وویجر از کلاس (مدل) اینترپید (Intrepid، به معنی: بی‌باک) است، یعنی یک سفینه سریع، پیشرفته و مجهز به فناوری‌های نوین مانند پیشرانه وارپ (که به آن اجازه می‌دهد با سرعتی نزدیک به نور سفر کند). این سفینه برای مأموریت‌های اکتشافی و علمی طراحی شده است.
داستان مجموعه با این آغاز می‌شود که وویجر به‌طور تصادفی به یک منطقه دورافتاده از کهکشان، به نام ربع دلتا، منتقل می‌شود. خدمه وویجر باید راهی برای بازگشت به خانه پیدا کنند، سفری که سال‌ها طول می‌کشد. در طول این سفر، آن‌ها با تمدن‌ها و تهدیدات جدیدی روبه‌رو می‌شوند و ماجراجویی‌های زیادی را تجربه می‌کنند.
وویجر به خاطر طراحی پیشرفته، شخصیت‌های محبوب و داستان‌های هیجان‌انگیز، یکی از مشهورترین و محبوب‌ترین سفینه‌های مجموعه پیشتازان فضا است.
وویجر توسط طراح تولید سریال پیشتازان فضا: وویجر، ریچارد دی. جیمز و تصویرگر ریک استرنباخ طراحی شده است. بیشتر نمایش‌های این سفینه بر روی صفحه نمایش با استفاده از تصویر تولیدشده توسط کامپیوتر (CGI) انجام شده، اگرچه مدل‌های فیزیکی نیز گاه استفاده می‌شدند. شعار سفینه، که بر روی پلاک تقدیمی آن حک شده، اقتباسی از شعر «تالار لاکسلی» اثر آلفرد تنیسون است: «زیرا من به آینده نگاه کردم، تا جایی که چشم انسان می‌تواند ببیند؛ چشم‌انداز جهان و همه شگفتی‌هایی را که خواهد بود، دیدم.»
وویجر نخستین بار در ژانویه ۱۹۹۵ در نگهبان، گران‌ترین اپیزود آغازین تاریخ تلویزیون تا آن زمان، که هزینه آن reportedly ۲۳ میلیون دلار بود، نمایش داده شد. علاوه بر سریال هم‌نام خود، این سفینه در بازی رایانه‌ای Star Trek: Voyager Elite Force (۲۰۰۰) نیز ظاهر شد. طراحی این سفینه همچنین در Star Trek: The Experience، یک پارک مضمون‌محور در لاس وگاس (۱۹۹۸–۲۰۰۸)، و به‌عنوان هنر جلد آلبوم مورد استفاده قرار گرفت.

## مفهوم و طراحی
ریک استرنباخ، که مکعب بورگ را برای نسل بعدی طراحی کرده بود، و ریچارد جیمز طی چند ماه با هم همکاری کردند تا طراحی یواس‌اس وویجر را انجام دهند. استرنباخ کار بر روی این طراحی جدید را در پاییز ۱۹۹۳ آغاز کرد، زمانی که سریال جدید اعلام شد. تا بهار ۱۹۹۴، این طراحی بالغ شد و در مقایسه با Enterprise-D از نسل بعدی، اندازهٔ کوچک‌تری داشت و قابلیت فرود بر روی سطح سیاره را داشت. طراحی داخلی بر روی پل سفینه متمرکز بود که لحن کلی طراحی را تعیین می‌کرد. در طول فرایند طراحی، هدف اصلی ایجاد چیزی جدید و جذاب بود، در عین حال که هنوز بخشی از طراحی آشنا را حفظ می‌کرد.